# Саришвили, Иван Фаустович
Иван Фаустович Саришвили (11.12.1912 — 05.06.1977) — советский учёный в области агрохимии и почвоведения, член-корреспондент ВАСХНИЛ (1972).

## Биография
Родился в с. Аскана Махарадзевского района Грузинской ССР. Окончил Грузинский СХИ (1932).
В 1936—1937 гг. заведующий агрохимической лабораторией НИИ влажных субтропиков Абхазской ССР.
С 1937 г. в Грузинском СХИ: заведующий кафедрой агрохимии (1937—1948), декан агрономического факультета (1948—1956), ректор (1956—1974).
По совместительству старший научный сотрудник Института химии АН Грузинской ССР (1938—1949).
С 1974 г. директор Тбилисского филиала Центрального института агрохимического обслуживания сельского хозяйства.
Доктор с.-х. наук (1949), профессор (1949), член-корреспондент ВАСХНИЛ (1972). Действительный член Академии с.-х. наук Грузинской ССР (1957).
Разработал теоретические основы методики снижения кислотности красноземов и подзолистых почв влажных субтропиков Грузии и улучшения их физико-химических свойств. Инициатор создания в каждом районе Грузинской ССР своей агрохимлаборатории.
Заслуженный деятель науки Грузинской ССР (1961). Награждён 2 орденами Ленина, орденами Октябрьской Революции, «Знак Почёта», медалями СССР и золотой медалью ВДНХ.
Избирался депутатом ВС Грузинской ССР (1971).
Опубликовал более 150 научных трудов, в том числе 16 книг и брошюр. Имеет авторские свидетельства на изобретения.
Книги:
- Теория и практика известкования красноземных и красноземно-подзолистых почв влажных субтропиков Грузии. — Тбилиси: Изд-во Груз. СХИ, 1957. — 267 с.
- К вопросу эффективности сроков и глубин внесения азотных удобрений под озимую пшеницу в орошаемых и неорошаемых условиях / соавт. А. И. Нарешели // Тр Груз. СХИ. 1970. Т. 78/79. С. 197—211. Талахадзе, И. Е. Анджапаридзе; Груз. СХИ. — Тбилиси, 1974. — 89 с.